# Kersti Hermansson
Kersti Gunnela Hermansson (* 14. Februar 1951) ist eine schwedische Chemikerin und Professorin für Anorganische Chemie an der Universität Uppsala.

## Leben und Wirken
Sie promovierte 1984 über „The Electron Distribution in the Bound Water Molecule“. Von 1984 bis 1986 hatte sie ein Postdoc-Stipendium des Schwedischen Forschungsrats bei Dr. E. Clementi bei IBM-Kingston, USA. Von 1986 bis 1988 war sie Högskolelektor für Anorganische Chemie an der Universität Uppsala. 1988 war sie Dozentin für Anorganische Chemie an der Universität Uppsala. 1996 war sie Biträdande-Professorin. Seit 2000 ist sie Professorin für Anorganische Chemie an der Universität Uppsala. Während dieser Zeit (2008–2013) war sie Teilzeit-Gast-Professorin an der KTH Stockholm.

## Forschung
Ihre Forschung konzentriert sich auf die Chemie der kondensierten Materie, einschließlich der Untersuchung chemischer Bindungen und der Entwicklung quantenchemischer Methoden.

## Auszeichnungen
Für ihre Forschung erhielt sie mehrere Preise:
- „Letterstedska priset“ von der Königlichen Schwedischen Akademie der Wissenschaften (KVA) (1987)[2]
- „Oskarspriset“ von der Universität Uppsala (1988)[2]
- „Norblad-Ekstrand“-Medaille in Gold von der Schwedischen Gesellschaft für Chemie (2003)[2]
- Mitglied von Kungl. Vetenskapssamhället (Academia regia scientiarum Upsaliensis, KVSU), Uppsala (seit 1988)[2]
- Mitglied der Royal Society of Science (seit 2002)[2]
- Mitglied der Königlich-Schwedischen Akademie der Wissenschaften (seit 2007)[2][4]
- Außerordentliche Professur an der Kasetsart-Universität, Bangkok (2005)[2]
- Ehrengastprofessur an der Abteilung für Ionenphysik und Angewandte Physik der Universität Innsbruck (seit Juni 2009)[2]